# بلاهوداتني (دونيتس كا)
بلاهوداتني (Благодатне) هي مدينة في مقاطعة دونيتس كا في أوكرانيا، ويبلغ عدد سكانها حوالي 3423 نسمة.

## أعلام
- البطريرك فيلاريت